# رودولف شاندلر
رودولف شاندلر (آلمانی: Rudolf Schündler؛ ‏ ۱۷ آوریل ۱۹۰۶ – ۱۲ دسامبر ۱۹۸۸) یک کارگردان فیلم و بازیگر اهل آلمان بود.
از فیلم‌هایی که وی در آن نقش داشته است، می‌توان به جن‌گیر، دوست آمریکایی، سلاطین جاده، بر رنگین‌کمان می‌رقصیم و قتل‌های هفتگانه بانوی سرخ‌پوش اشاره کرد.